# Spondylosium luetkemulleri
Spondylosium luetkemulleri là một loài Song tinh tảo trong họ Desmidiaceae, thuộc chi Spondylosium.